# Thricops
Thricops är ett släkte av tvåvingar. Thricops ingår i familjen husflugor.

## Bildgalleri

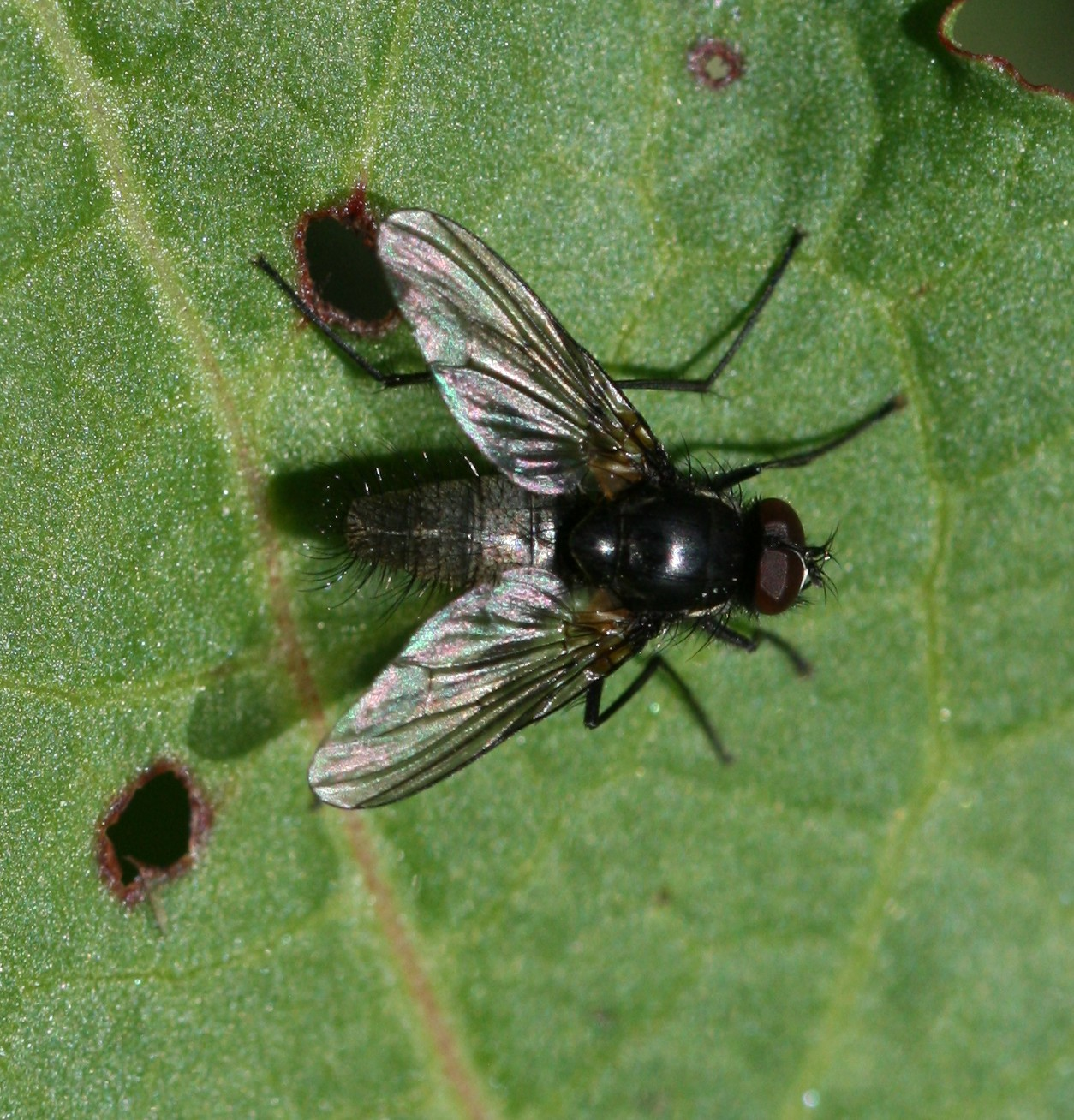
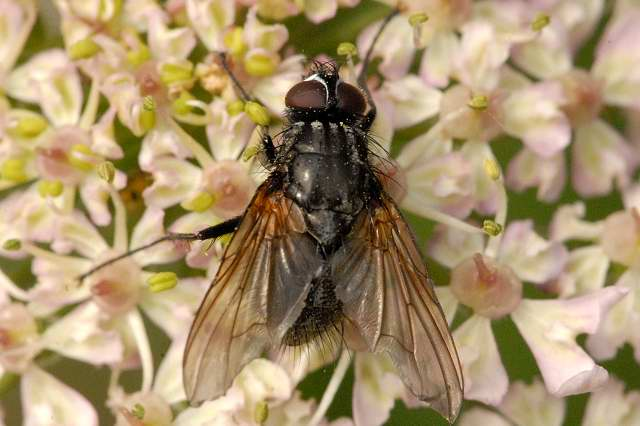
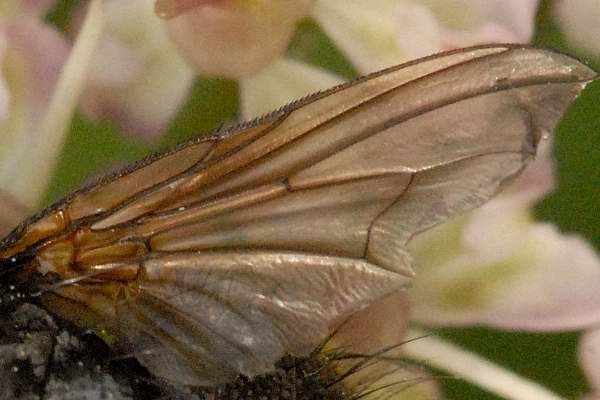

## Dottertaxa tillThricops, i alfabetisk ordning[1][2]
- Thricops aculeipes
- Thricops aduncus
- Thricops albibasalis
- Thricops angelorum
- Thricops bakusanus
- Thricops beckeri
- Thricops bukowskii
- Thricops calcaratus
- Thricops coquilletti
- Thricops culminum
- Thricops cunctans
- Thricops dianae
- Thricops diannae
- Thricops diaphanus
- Thricops fimbriatus
- Thricops foveolatus
- Thricops furcatus
- Thricops genarum
- Thricops gregori
- Thricops himalayensis
- Thricops hirtulus
- Thricops ineptus
- Thricops innocuus
- Thricops jiyaoi
- Thricops lividiventris
- Thricops longipes
- Thricops nepalensis
- Thricops nigriabdominalis
- Thricops nigrifrons
- Thricops nigritellus
- Thricops plumbeus
- Thricops ponti
- Thricops rostratus
- Thricops rufisquamus
- Thricops semicinereus
- Thricops separ
- Thricops septentrionalis
- Thricops simplex
- Thricops spiniger
- Thricops sudeticus
- Thricops tarsalis
- Thricops tatricus
- Thricops thudamensis
- Thricops tirolensis
- Thricops vaderi
- Thricops villicrura
- Thricops villosus